# Vương Kiến Dân (thượng tướng)
Vương Kiến Dân (tiếng Trung: 王建民; sinh năm 1942) là Thượng tướng đã nghỉ hưu của Quân Giải phóng Nhân dân Trung Quốc, nguyên Tư lệnh Quân khu Thành Đô từ năm 2002 đến 2007.

## Thân thế và binh nghiệp
Vương Kiến Dân sinh tháng 11 năm 1942, người Long Nam, tỉnh Hà Bắc.
Tháng 6 năm 1962, Vương nhập ngũ. Tháng 9 năm 1963, gia nhập Đảng Cộng sản Trung Quốc. Năm 1973, làm Tham mưu khoa Tác chiến thuộc bộ Tác chiến, Bộ tư lệnh Quân khu Thẩm Dương, sau thăng Phó khoa trưởng, rồi trưởng khoa Tác chiến.
Năm 1983, nhậm chức Phó Bộ trưởng bộ Tác chiến. Năm 1987, nhậm chức Bộ trưởng bộ Tác chiến, Bộ tư lệnh Quân khu Thẩm Dương.
Năm 1989, nhập học tại Đại học Quốc phòng Trung Quốc. Tháng 2 năm 1993, nhậm chức Phó Tư lệnh Tập đoàn quân 23 Lục quân, Quân khu Thẩm Dương. Tháng 7 năm 1994, tấn thăng quân hàm Thiếu tướng.
Tháng 11 năm 1995, sau khi nhậm chức Tư lệnh Tập đoàn quân 23 Lục quân, được điều sang làm Tư lệnh Tập đoàn quân 39 Lục quân, Quân khu Thẩm Dương.
Tháng 1 năm 1999, bổ nhiệm giữ chức Tham mưu trưởng Quân khu Thẩm Dương. Năm 2000, phong quân hàm Trung tướng.
Tháng 12 năm 2000, bổ nhiệm làm Phó Tư lệnh Quân khu Thẩm Dương.
Tháng 11 năm 2002, bổ nhiệm giữ chức Tư lệnh Quân khu Thành Đô. Ngày 24 tháng 6 năm 2006, thụ phong quân hàm Thượng tướng.
Năm 2007, Vương Kiến Dân nghỉ hưu.
Vương Kiến Dân là Ủy viên Dự khuyết Ban Chấp hành Trung ương Đảng Cộng sản Trung Quốc khóa XV, Ủy viên Trung ương Đảng khóa XVI; Ủy viên Ủy ban Thường vụ Nhân đại Toàn quốc khóa XI, Ủy viên Ủy ban Hoa kiều Nhân đại Toàn quốc khóa XI.